# 楊鉞
楊鉞（1458年—？），字威之，應天府句容縣人，民籍，明朝政治人物。

## 生平
弘治二年（1489年）己酉科應天府鄉試第八十六名舉人。弘治三年（1490年）中式庚戌科會試第二百六十名，三甲第三十七名進士。授江西庐陵县知县。改河南罗山县知县。

## 家族
曾祖楊本成；祖父楊敬；父楊淮，母張氏。具庆下。